# ONE (ALTIMAの曲)
「ONE」（ワン）は、日本の音楽ユニット・ALTIMAの2作目のシングル。

## 概要
- 前作「I'll believe」から約3か月ぶりのシングル。
- 表題曲はテレビアニメ『灼眼のシャナIII-FINAL-』の後期エンディングテーマに起用された[1]。『灼眼のシャナIII-FINAL-』のタイアップを手掛けるのは前作に引き続き2度目、2作連続でエンディングテーマを担当した。
- 初回限定盤と通常盤の2形態で発売され、初回限定盤には表題曲のミュージック・ビデオとメイキング映像、今作のスポットCM映像が収録されたDVDが同梱されている。

## 収録曲
| 全作曲・編曲: 八木沼悟志。 |                                |           |            |            |      |
| #                          | タイトル                       | 作詞      | 作曲・編曲 | ラップ作詞 | 時間 |
| 1.                         | 「ONE」                        | 黒崎真音  | 八木沼悟志 | motsu      | 5:08 |
| 2.                         | 「WISH i WISH」                | 黒崎真音  | 八木沼悟志 | motsu      | 4:46 |
| 3.                         | 「ONE (instrumental)」         |           | 八木沼悟志 |            | 5:08 |
| 4.                         | 「WISH i WISH (instrumental)」 |           | 八木沼悟志 |            | 4:44 |
| 合計時間:                  | 合計時間:                      | 合計時間: | 合計時間:  | 19:46      |      |

### 解説
1. ONE
Aメロが低音域に対し、サビでは高音域になっている、ラストに相応しい胸が痛くなるような切ない楽曲。MAONも前作よりエンディングらしく、最後であることを実感できる内容を歌詞に込めたと語っている。また「最終の交戦」「半瞬で全弾の炎舞」というフレーズは、シャナと悠二の戦闘シーンを連想して書かれている[2]。
ミュージック・ビデオはプラハで撮影され、同じタイアップの後期オープニングテーマを担当している川田まみが一瞬だけ出演している[2]。
2. WISH i WISH
冬をテーマにしたバラードで、SAT曰く「大人ができる音楽を意識して作った」とのこと[2]。
3. ONE (instrumental)
表題曲のインストゥルメンタルバージョン。
4. WISH i WISH (instrumental)
カップリング曲のインストゥルメンタルバージョン。

## 参加ミュージシャン
ALTIMA
- MOTSU：Rap (#1,2)
- SAT：Synthesizers & Programming (全曲)
- MAON：Vocals (#1,2)

Support Musician
- a2c：Guitar (全曲)

## タイアップ
- 独立放送局系テレビアニメ『灼眼のシャナIII-FINAL-』後期エンディングテーマ (#1)

## 収録アルバム
- TRYANGLE (#1,2)
- 灼眼のシャナF SUPERIORITY SHANA III vol.2 (#1 TVサイズ)
- 灼眼のシャナ -BEST- (#1)